# Handbal la Jocurile Olimpice de vară din 2020 – Calificări turneul feminin
Calificările la Turneul Olimpic de Handbal Feminin din 2020 au fost inițial programate a se desfășura din decembrie 2018 până în martie 2020, turneul final urmând a avea loc între 24 iulie și 9 august 2020. Pe 24 martie 2020, într-o conferință de presă susținută de președintele Comitetului Olimpic Internațional și de premierul japonez Shinzo Abe, în prezența altor demnitari și oficiali olimpici și politici, s-a anunțat că, din cauza gravei pandemii provocate de coronavirusul COVID-19, turneul olimpic final „va trebui reprogramat pentru o dată ulterioară anului 2020, dar nu mai târziu de vara anului 2021”.
În total, douăsprezece echipe s-au calificat: țara gazdă, campioana mondială, patru campioane continentale și șase echipe din turneele olimpice de calificare.

## Sumarul calificărilor
| Modalitate de calificare                 | Data                                             | Gazda        | Locuri | Calificate            |
| ---------------------------------------- | ------------------------------------------------ | ------------ | ------ | --------------------- |
| Țara gazdă                               | 7 septembrie 2013                                | Buenos Aires | 1      | Japonia               |
| Campionatul European din 2018            | 29 nov.–16 dec. 2018                             | Franța       | 1      | Franța                |
| Jocurile Panamericane 2019               | 24–30 iul. 2019                                  | Peru         | 1      | Brazilia              |
| Turneul asiatic de calificare din 2019   | 23–29 septembrie 2019                            | China        | 1      | Coreea de Sud         |
| Turneul african de calificare din 2019   | 26–29 septembrie 2019                            | Senegal      | 1      | Angola                |
| Campionatul Mondial din 2019             | 30 nov.–15 dec. 2019                             | Japonia      | 1      | Țările de Jos         |
| Turneele olimpice de calificare din 2021 | 20–22 martie 2020 iunie 2020 19–21 martie 20211) | Spania       | 2      | Suedia · Spania       |
| Turneele olimpice de calificare din 2021 | 20–22 martie 2020 iunie 2020 19–21 martie 20211) | Ungaria      | 2      | Ungaria · Rusia       |
| Turneele olimpice de calificare din 2021 | 20–22 martie 2020 iunie 2020 19–21 martie 20211) | Muntenegru   | 2      | Muntenegru · Norvegia |
| Total                                    | Total                                            | Total        | 12     |                       |

## Legendă pentru modalitatea de calificare
| Legendă pentru modalitatea de calificare                                             |
| ------------------------------------------------------------------------------------ |
| Calificată de la Campionatul Mondial direct la Jocurile Olimpice din 2021            |
| Calificate din turnee continentale sau ca gazdă direct la Jocurile Olimpice din 2021 |
| Calificate de la Campionatul Mondial la Turneele olimpice din 2021                   |
| Calificate din turnee continentale la Turneele olimpice din 2021                     |

## Țara gazdă
- Japonia

## Campionatul Mondial
| Loc | Echipa        |
| --- | ------------- |
| 1   | Țările de Jos |
| 2   | Spania        |
| 3   | Rusia         |
| 4   | Norvegia      |
| 5   | Muntenegru    |
| 6   | Serbia        |
| 7   | Suedia        |
| 8   | Germania      |
| 9   | Danemarca     |
| 10  | Japonia       |
| 11  | Coreea de Sud |
| 12  | România       |
| 13  | Franța        |
| 14  | Ungaria       |
| 15  | Angola        |
| 16  | Argentina     |
| 17  | Brazilia      |
| 18  | Senegal       |
| 19  | Slovenia      |
| 20  | RD Congo      |
| 21  | Cuba          |
| 22  | Kazahstan     |
| 23  | China         |
| 24  | Australia     |

## Calificări continentale

### Europa
| Loc | Echipă        |
| --- | ------------- |
| 1   | Franța        |
| 2   | Rusia         |
| 3   | Țările de Jos |
| 4   | România       |
| 5   | Norvegia      |
| 6   | Suedia        |
| 7   | Ungaria       |
| 8   | Danemarca     |
| 9   | Muntenegru    |
| 10  | Germania      |
| 11  | Serbia        |
| 12  | Spania        |
| 13  | Slovenia      |
| 14  | Polonia       |
| 15  | Cehia         |
| 16  | Croația       |

### America
| Loc | Echipă               |
| --- | -------------------- |
| 1   | Brazilia             |
| 2   | Argentina            |
| 3   | Cuba                 |
| 4   | Statele Unite        |
| 5   | Republica Dominicană |
| 6   | Puerto Rico          |
| 7   | Canada               |
| 8   | Peru                 |

### Asia
Turneul s-a desfășurat în Stadionul de Handbal din Chuzhou, China, între 23 și 29 septembrie 2019.
Programul de mai jos respectă ora locală (UTC+8).
| Loc | Echipa         | MJ | V | E | Î | GM  | GP  | DG  | Pct | Calificare                 |
| --- | -------------- | -- | - | - | - | --- | --- | --- | --- | -------------------------- |
| 1   | Coreea de Sud  | 5  | 5 | 0 | 0 | 181 | 93  | +88 | 10  | Jocurile Olimpice din 2020 |
| 2   | China (H)      | 5  | 3 | 0 | 2 | 138 | 103 | +35 | 6   | Turneele de calificare     |
| 3   | Coreea de Nord | 5  | 3 | 0 | 2 | 142 | 115 | +27 | 6   | Turneele de calificare     |
| 4   | Kazahstan      | 5  | 3 | 0 | 2 | 133 | 110 | +23 | 6   |                            |
| 5   | Hong Kong      | 5  | 1 | 0 | 4 | 86  | 165 | −79 | 2   |                            |
| 6   | Thailanda      | 5  | 0 | 0 | 5 | 86  | 180 | −94 | 0   |                            |

1. 1 2 3  China 2 puncte, +4 golaveraj direct; Coreea de Nord 2 puncte, +1 golaveraj direct, Kazahstan 2 puncte, −5 golveraj direct

| 23 septembrie 2019 14:00 | Kazahstan | 30 – 16 | Hong Kong | Stadionul de Handbal, Chuzhou Arbitri: Lee, Lee |
| 23 septembrie 2019 14:00 | (16–7)    |         |           | Stadionul de Handbal, Chuzhou Arbitri: Lee, Lee |
| 23 septembrie 2019 14:00 |           |         |           | Stadionul de Handbal, Chuzhou Arbitri: Lee, Lee |

| 23 septembrie 2019 16:00 | Coreea de Sud | 39 – 21 | Coreea de Nord | Stadionul de Handbal, Chuzhou Arbitri: Cheng, Zhou |
| 23 septembrie 2019 16:00 | (20–10)       |         |                | Stadionul de Handbal, Chuzhou Arbitri: Cheng, Zhou |
| 23 septembrie 2019 16:00 |               |         |                | Stadionul de Handbal, Chuzhou Arbitri: Cheng, Zhou |

| 23 septembrie 2019 18:00 | China  | 36 – 17 | Thailanda | Stadionul de Handbal, Chuzhou Arbitri: Ota, Shimajiri |
| 23 septembrie 2019 18:00 | (17–9) |         |           | Stadionul de Handbal, Chuzhou Arbitri: Ota, Shimajiri |
| 23 septembrie 2019 18:00 |        |         |           | Stadionul de Handbal, Chuzhou Arbitri: Ota, Shimajiri |

| 24 septembrie 2019 14:00 | Coreea de Sud | 29 – 25 | Kazahstan | Stadionul de Handbal, Chuzhou Arbitri: Alpaidze, Berezkina |
| 24 septembrie 2019 14:00 | (15–13)       |         |           | Stadionul de Handbal, Chuzhou Arbitri: Alpaidze, Berezkina |
| 24 septembrie 2019 14:00 |               |         |           | Stadionul de Handbal, Chuzhou Arbitri: Alpaidze, Berezkina |

| 24 septembrie 2019 16:00 | Hong Kong | 33 – 22 | Thailanda | Stadionul de Handbal, Chuzhou Arbitri: Ota, Shimajiri |
| 24 septembrie 2019 16:00 | (19–10)   |         |           | Stadionul de Handbal, Chuzhou Arbitri: Ota, Shimajiri |
| 24 septembrie 2019 16:00 |           |         |           | Stadionul de Handbal, Chuzhou Arbitri: Ota, Shimajiri |

| 24 septembrie 2019 18:00 | Coreea de Nord | 25 – 22 | China | Stadionul de Handbal, Chuzhou Arbitri: Al-Watani, Qamber |
| 24 septembrie 2019 18:00 | (11–11)        |         |       | Stadionul de Handbal, Chuzhou Arbitri: Al-Watani, Qamber |
| 24 septembrie 2019 18:00 |                |         |       | Stadionul de Handbal, Chuzhou Arbitri: Al-Watani, Qamber |

| 26 septembrie 2019 14:00 | Thailanda | 14 – 40 | Coreea de Sud | Stadionul de Handbal, Chuzhou Arbitri: Al-Watani, Qamber |
| 26 septembrie 2019 14:00 | (6–21)    |         |               | Stadionul de Handbal, Chuzhou Arbitri: Al-Watani, Qamber |
| 26 septembrie 2019 14:00 |           |         |               | Stadionul de Handbal, Chuzhou Arbitri: Al-Watani, Qamber |

| 26 septembrie 2019 16:00 | Kazahstan | 24 – 22 | Coreea de Nord | Stadionul de Handbal, Chuzhou Arbitri: Cheng, Zhou |
| 26 septembrie 2019 16:00 | (12–10)   |         |                | Stadionul de Handbal, Chuzhou Arbitri: Cheng, Zhou |
| 26 septembrie 2019 16:00 |           |         |                | Stadionul de Handbal, Chuzhou Arbitri: Cheng, Zhou |

| 26 septembrie 2019 18:00 | China  | 34 – 10 | Hong Kong | Stadionul de Handbal, Chuzhou Arbitri: Lee, Lee |
| 26 septembrie 2019 18:00 | (21–4) |         |           | Stadionul de Handbal, Chuzhou Arbitri: Lee, Lee |
| 26 septembrie 2019 18:00 |        |         |           | Stadionul de Handbal, Chuzhou Arbitri: Lee, Lee |

| 27 septembrie 2019 14:00 | Coreea de Nord | 36 – 16 | Thailanda | Stadionul de Handbal, Chuzhou Arbitri: Lee, Lee |
| 27 septembrie 2019 14:00 | (18–8)         |         |           | Stadionul de Handbal, Chuzhou Arbitri: Lee, Lee |
| 27 septembrie 2019 14:00 |                |         |           | Stadionul de Handbal, Chuzhou Arbitri: Lee, Lee |

| 27 septembrie 2019 16:00 | Hong Kong | 13 – 41 | Coreea de Sud | Stadionul de Handbal, Chuzhou Arbitri: Al-Watani, Qamber |
| 27 septembrie 2019 16:00 | (4–21)    |         |               | Stadionul de Handbal, Chuzhou Arbitri: Al-Watani, Qamber |
| 27 septembrie 2019 16:00 |           |         |               | Stadionul de Handbal, Chuzhou Arbitri: Al-Watani, Qamber |

| 27 septembrie 2019 18:00 | Kazahstan | 19 – 26 | China | Stadionul de Handbal, Chuzhou Arbitri: Alpaidze, Berezkina |
| 27 septembrie 2019 18:00 | (10–12)   |         |       | Stadionul de Handbal, Chuzhou Arbitri: Alpaidze, Berezkina |
| 27 septembrie 2019 18:00 |           |         |       | Stadionul de Handbal, Chuzhou Arbitri: Alpaidze, Berezkina |

| 29 septembrie 2019 14:00 | Hong Kong | 17 – 35 | Coreea de Nord | Stadionul de Handbal, Chuzhou Arbitri: Ota, Shimajiri |
| 29 septembrie 2019 14:00 | (8–16)    |         |                | Stadionul de Handbal, Chuzhou Arbitri: Ota, Shimajiri |
| 29 septembrie 2019 14:00 |           |         |                | Stadionul de Handbal, Chuzhou Arbitri: Ota, Shimajiri |

| 29 septembrie 2019 16:00 | Thailanda | 14 – 38 | Kazahstan | Stadionul de Handbal, Chuzhou Arbitri: Cheng, Zhou |
| 29 septembrie 2019 16:00 | (6–19)    |         |           | Stadionul de Handbal, Chuzhou Arbitri: Cheng, Zhou |
| 29 septembrie 2019 16:00 |           |         |           | Stadionul de Handbal, Chuzhou Arbitri: Cheng, Zhou |

| 29 septembrie 2019 18:00 | China  | 20 – 32 | Coreea de Sud | Stadionul de Handbal, Chuzhou Arbitri: Alpaidze, Berezkina |
| 29 septembrie 2019 18:00 | (8–17) |         |               | Stadionul de Handbal, Chuzhou Arbitri: Alpaidze, Berezkina |
| 29 septembrie 2019 18:00 |        |         |               | Stadionul de Handbal, Chuzhou Arbitri: Alpaidze, Berezkina |

### Africa
Deși inițial era prevăzut ca echipa câștigătoare a Campionatului African din 2018, Angola, să se califice la turneul olimpic final, în luna martie 2019 s-a anunțat că va exista un turneu olimpic de calificare separat. Programat inițial să se desfășoare la Dakar, între 27–29 septembrie, turneul a fost prelungit ulterior cu o zi, 26–29 septembrie 2019. În primă fază, patru echipe au fost programate să ia parte la acest turneu, dar Camerunul și-a anunțat retragerea din competiție pe 25 septembrie.
Programul de mai jos respectă ora locală (UTC+0).
| Loc | Echipa      | MJ | V | E | Î | GM | GP | DG  | Pct | Calificare                 |
| --- | ----------- | -- | - | - | - | -- | -- | --- | --- | -------------------------- |
| 1   | Angola      | 2  | 2 | 0 | 0 | 51 | 35 | +16 | 4   | Jocurile Olimpice din 2020 |
| 2   | Senegal (H) | 2  | 1 | 0 | 1 | 43 | 40 | +3  | 2   | Turneele de calificare     |
| 3   | RD Congo    | 2  | 0 | 0 | 2 | 39 | 58 | −19 | 0   |                            |
| 4   | Camerun     | 0  | 0 | 0 | 0 | 0  | 0  | 0   | 0   | Retrasă                    |

| 26 septembrie 2019 18:00 | Angola           | 29 – 21 | RD Congo  | Dakar Arena, Dakar |
| 26 septembrie 2019 18:00 | Carlos, Guialo 6 | (19–12) | Mwasesa 8 | Dakar Arena, Dakar |
| 26 septembrie 2019 18:00 | Raport           |         |           | Dakar Arena, Dakar |

| 27 septembrie 2019 18:00 | RD Congo  | 18 – 29 | Senegal     | Dakar Arena, Dakar |
| 27 septembrie 2019 18:00 | Mwasesa 9 | (8–11)  | Cissé, Sy 5 | Dakar Arena, Dakar |
| 27 septembrie 2019 18:00 | Raport    |         |             | Dakar Arena, Dakar |

| 29 septembrie 2019 18:00 | Senegal | 14 – 22 | Angola | Dakar Arena, Dakar |
| 29 septembrie 2019 18:00 | (6–12)  |         |        | Dakar Arena, Dakar |
| 29 septembrie 2019 18:00 | Raport  |         |        | Dakar Arena, Dakar |

| Loc | Echipă   |
| --- | -------- |
| 1   | Angola   |
| 2   | Senegal  |
| 3   | RD Congo |

| Poz. | Nume                | Echipă   | Goluri |
| ---- | ------------------- | -------- | ------ |
| 1    | Christianne Mwasesa | RD Congo | 17     |
| 2    | Azenaide Carlos     | Angola   | 11     |
| 3    | Isabel Guialo       | Angola   | 9      |
| 3    | Albertina Kassoma   | Angola   | 9      |
| 5    | Helena Paulo        | Angola   | 8      |
| 6    | Doungou Camara      | Senegal  | 6      |

## Turneele olimpice de calificare din 2020
S-au desfășurat trei turnee olimpice de calificare, în care au jucat 12 echipe care nu se calificaseră prin intermediul celor cinci competiții menționate mai sus:
- Primele șase echipe de la Campionatul Mondial din 2019 care nu s-au calificat prin intermediul competițiilor continentale în care au participat.
- Pentru a fi determinat clasamentul fiecărui continent au fost luate în calcul cele mai bine clasate echipe de pe fiecare continent la Campionatul Mondial din 2019. Continentul clasat pe primul loc (Europa) a primit două locuri suplimentare în competiție. Continentele clasate pe locurile al doilea (Asia), al treilea (Africa) și al patrulea (Americile) au primit câte un loc fiecare. Ultimul loc ar fi aparținut unei echipe din Oceania, dacă  aceasta s-ar fi clasat pe unul din locurile 8–12 la campionatul mondial, însă deoarece nici o echipă din Oceania nu a îndeplinit această condiție, continentulului clasat pe locul al doilea în ierarhie i-a fost atribuit locul Oceaniei. Echipele deja calificate la olimpiadă prin intermediul campionatului mondial nu au fost luate în calcul la distribuția locurilor cu ajutorul criteriului continental.
- Cele 12 echipe au fost alocate în trei grupe de câte patru echipe. Echipele clasate pe primele două locuri în fiecare grupă s-au calificat la Jocurile Olimpice din 2020. Calendarul complet al partidelor a fost publicat pe 27 ianuarie 2020.[10] Perechile de arbitri pentru fiecare din cele trei turnee au fost anunțate pe 12 februarie 2020.[11]

Pe 13 martie 2020, Federația Internațională de Handbal a anunțat amânarea pentru luna iunie a celor trei turnee olimpice de calificare, în urma pandemiei mondiale de coronavirus COVID-19. Pe 24 aprilie 2020, Federația Internațională de Handbal a revenit și a făcut publică reprogramarea turneelor olimpice de calificare pentru datele de 19–21 martie 2021.
| Turneul olimpic de calificare 1                                                                                          | Turneul olimpic de calificare 2 | Turneul olimpic de calificare 3 |
| --- | --- | --- |
| - Locul 2 la CM 2019: Spania - Locul 7 la CM 2019: Suedia - Locul 2 în America: Argentina - Locul 2 în Africa: Senegal6) | - Locul 3 la CM 2019: Federația Rusă de Handbal5) - Locul 6 la CM 2019: Serbia - Locul 2 în Asia: China2) - Locul 3 în Europa: Ungaria - Locul 4 în Asia: Kazahstan2)3) | - Locul 4 la CM 2019: Norvegia - Locul 5 la CM 2019: Muntenegru - Locul 4 în Europa: România - Locul 3 în Asia: Coreea de Nord1) - Urma să fie anunțată ulterior4) |

Programul detaliat al partidelor a fost făcut public pe 18 martie 2021.

### Arbitrii
Arbitrii au fost anunțați pe 25 februarie 2021.
| Turneul 1             | Turneul 1                           |
| --------------------- | ----------------------------------- |
| Bosnia și Herțegovina | Amar Konjičanin Dino Konjičanin     |
| Rusia                 | Viktoria Alpaidze Tatiana Berezkina |
| Coreea de Sud         | Koo Bon-ok Lee Se-ok                |
| Uruguay               | Matías Sosa Christian Lemes         |

| Turneul 2 | Turneul 2                               |
| --------- | --------------------------------------- |
| Algeria   | Youcef Belkhiri Sid Ali Hamidi          |
| Argentina | María Paolantoni Mariana García         |
| Franța    | Charlotte Bonaventura Julie Bonaventura |
| România   | Cristina Năstase Simona Stancu          |

| Turneul 3 | Turneul 3                                 |
| --------- | ----------------------------------------- |
| Danemarca | Karina Christiansen Line Hesseldal Hansen |
| Slovenia  | Bojan Lah David Sok                       |
| Spania    | Ignacio García Andreu Marín               |

### Turneul olimpic de calificare 1
| Loc | Echipa     | MJ | V | E | Î | GM | GP | DG  | Pct | Calificare                 |
| --- | ---------- | -- | - | - | - | -- | -- | --- | --- | -------------------------- |
| 1   | Spania (H) | 2  | 1 | 1 | 0 | 59 | 44 | +15 | 3   | Jocurile Olimpice din 2021 |
| 2   | Suedia     | 2  | 1 | 1 | 0 | 62 | 49 | +13 | 3   | Jocurile Olimpice din 2021 |
| 3   | Argentina  | 2  | 0 | 0 | 2 | 37 | 65 | −28 | 0   |                            |

| 19 martie 2021 21:00 | Spania   | 28 – 28 | Suedia     | Pabellón Pla de l'Arc, Llíria Arbitri: Alpaidze, Berezkina |
| 19 martie 2021 21:00 | Martín 7 | (13–13) | Westberg 7 | Pabellón Pla de l'Arc, Llíria Arbitri: Alpaidze, Berezkina |
| 19 martie 2021 21:00 | 4×       | Raport  | 8× 1×      | Pabellón Pla de l'Arc, Llíria Arbitri: Alpaidze, Berezkina |

| 20 martie 2021 18:15 | Suedia       | 34 – 21 | Argentina | Pabellón Pla de l'Arc, Llíria Arbitri: Koo, Lee |
| 20 martie 2021 18:15 | Lagerquist 7 | (17–8)  | Pizzo 5   | Pabellón Pla de l'Arc, Llíria Arbitri: Koo, Lee |
| 20 martie 2021 18:15 | 3× 1×        | Raport  | 1×        | Pabellón Pla de l'Arc, Llíria Arbitri: Koo, Lee |

| 21 martie 2021 19:30 | Argentina | 16 – 31 | Spania  | Pabellón Pla de l'Arc, Llíria Arbitri: Lemes, Sosa |
| 21 martie 2021 19:30 | Karsten 4 | (10–19) | López 7 | Pabellón Pla de l'Arc, Llíria Arbitri: Lemes, Sosa |
| 21 martie 2021 19:30 | 4× 1×     | Raport  | 5× 1×   | Pabellón Pla de l'Arc, Llíria Arbitri: Lemes, Sosa |

### Turneul olimpic de calificare 2
| Loc | Echipa                    | MJ | V | E | Î | GM  | GP  | DG  | Pct | Calificare                 |
| --- | ------------------------- | -- | - | - | - | --- | --- | --- | --- | -------------------------- |
| 1   | Federația Rusă de Handbal | 3  | 3 | 0 | 0 | 91  | 73  | +18 | 6   | Jocurile Olimpice din 2021 |
| 2   | Ungaria (H)               | 3  | 2 | 0 | 1 | 100 | 71  | +29 | 4   | Jocurile Olimpice din 2021 |
| 3   | Serbia                    | 3  | 1 | 0 | 2 | 89  | 90  | −1  | 2   |                            |
| 4   | Kazahstan2)3)             | 3  | 0 | 0 | 3 | 75  | 121 | −46 | 0   |                            |

| 19 martie 2021 17:00 | Kazahstan     | 19 – 46 | Ungaria  | Audi Aréna, Győr Arbitri: Năstase, Stancu |
| 19 martie 2021 17:00 | Alexandrova 5 | (8–20)  | Lukács 7 | Audi Aréna, Győr Arbitri: Năstase, Stancu |
| 19 martie 2021 17:00 | 2× 1×         | Raport  | 4× 2×    | Audi Aréna, Győr Arbitri: Năstase, Stancu |

| 19 martie 2021 20:00 | Federația Rusă de Handbal | 29 – 24 | Serbia      | Audi Aréna, Győr Arbitri: García, Paolantoni |
| 19 martie 2021 20:00 | Viahireva 7               | (17–13) | Pop-Lazić 5 | Audi Aréna, Győr Arbitri: García, Paolantoni |
| 19 martie 2021 20:00 | 5× 1×                     | Raport  | 5× 1×       | Audi Aréna, Győr Arbitri: García, Paolantoni |

| 20 martie 2021 17:30 | Serbia      | 23 – 31 | Ungaria           | Audi Aréna, Győr Arbitri: Bonaventura, Bonaventura |
| 20 martie 2021 17:30 | Dmitrović 6 | (12–16) | Szöllősi-Zácsik 7 | Audi Aréna, Győr Arbitri: Bonaventura, Bonaventura |
| 20 martie 2021 17:30 | 3×          | Raport  | 2× 1×             | Audi Aréna, Győr Arbitri: Bonaventura, Bonaventura |

| 20 martie 2021 20:30 | Federația Rusă de Handbal | 33 – 26 | Kazahstan     | Audi Aréna, Győr Arbitri: Belkhiri, Hamidi |
| 20 martie 2021 20:30 | Fomina 10                 | (17–16) | Alexandrova 7 | Audi Aréna, Győr Arbitri: Belkhiri, Hamidi |
| 20 martie 2021 20:30 | 5× 1×                     | Raport  | 2× 1×         | Audi Aréna, Győr Arbitri: Belkhiri, Hamidi |

| 21 martie 2021 17:30 | Serbia      | 42 – 30 | Kazahstan     | Audi Aréna, Győr Arbitri: Belkhiri, Hamidi |
| 21 martie 2021 17:30 | Kovačević 8 | (23–16) | Alexandrova 9 | Audi Aréna, Győr Arbitri: Belkhiri, Hamidi |
| 21 martie 2021 17:30 | 1×          | Raport  |               | Audi Aréna, Győr Arbitri: Belkhiri, Hamidi |

| 21 martie 2021 20:30 | Ungaria                               | 23 – 29 | Federația Rusă de Handbal | Audi Aréna, Győr Arbitri: García, Paolantoni |
| 21 martie 2021 20:30 | Klujber, Kovacsics, Szöllősi-Zácsik 5 | (12–14) | Viahireva 7               | Audi Aréna, Győr Arbitri: García, Paolantoni |
| 21 martie 2021 20:30 | 5× 2×                                 | Raport  | 1×                        | Audi Aréna, Győr Arbitri: García, Paolantoni |

### Turneul olimpic de calificare 3
| Loc | Echipa         | MJ | V | E | Î | GM | GP | DG | Pct | Calificare                 |
| --- | -------------- | -- | - | - | - | -- | -- | -- | --- | -------------------------- |
| 1   | Muntenegru (H) | 2  | 1 | 0 | 1 | 53 | 51 | +2 | 2   | Jocurile Olimpice din 2021 |
| 2   | Norvegia       | 2  | 1 | 0 | 1 | 52 | 52 | 0  | 2   | Jocurile Olimpice din 2021 |
| 3   | România        | 2  | 1 | 0 | 1 | 52 | 54 | −2 | 2   |                            |

| 19 martie 2021 19:30 | Norvegia | 23 – 28 | Muntenegru | Centrul Sportiv Morača, Podgorica Arbitri: Lah, Sok |
| 19 martie 2021 19:30 | Aune 4   | (12–13) | Jauković 7 | Centrul Sportiv Morača, Podgorica Arbitri: Lah, Sok |
| 19 martie 2021 19:30 | 2×       | Raport  | 4× 2×      | Centrul Sportiv Morača, Podgorica Arbitri: Lah, Sok |

| 20 martie 2021 19:30 | Norvegia    | 29 – 24 | România  | Centrul Sportiv Morača, Podgorica Arbitri: Christiansen, Hansen |
| 20 martie 2021 19:30 | Skogrand 12 | (13–11) | Neagu 11 | Centrul Sportiv Morača, Podgorica Arbitri: Christiansen, Hansen |
| 20 martie 2021 19:30 | 2×          | Raport  | 4× 1×    | Centrul Sportiv Morača, Podgorica Arbitri: Christiansen, Hansen |

| 21 martie 2021 16:00 | Muntenegru | 25 – 28 | România  | Centrul Sportiv Morača, Podgorica Arbitri: García, Marín |
| 21 martie 2021 16:00 | Jauković 9 | (15–15) | Neagu 12 | Centrul Sportiv Morača, Podgorica Arbitri: García, Marín |
| 21 martie 2021 16:00 | 8× 1× 2×   | Raport  | 5× 1×    | Centrul Sportiv Morača, Podgorica Arbitri: García, Marín |